# メフィスト・ワルツ
『メフィスト・ワルツ』（ドイツ語：Mephisto-Walzer）は、フランツ・リストが作曲したピアノ曲および管弦楽曲である。この題がつけられた作品は4曲存在し（うち1曲は未完）、第1番は1856-61年頃に、残りの3曲は晩年の1878年から1885年にかけて作曲された。このうち第1番が特に有名で、ピアノ曲としても管弦楽曲としても頻繁に演奏、録音されている。

## 各曲の概要

### メフィスト・ワルツ第1番「村の居酒屋での踊り」 S.514

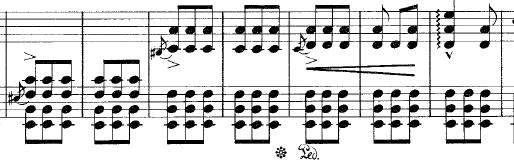
「メフィスト・ワルツ第1番」冒頭部からの抜粋

かねてからファウスト伝説に強く惹かれていたリストが、同郷の詩人ニコラウス・レーナウによる長大な詩から霊感を得て作曲したピアノ曲が「村の居酒屋での踊り（Der Tanz in der Dorfschenke）」、すなわちメフィスト・ワルツ第1番である。この曲は、管弦楽曲『レーナウの「ファウスト」による2つのエピソード』の第2曲（S.110/2）という形でも知られている。同時期に4手ピアノ版（S.599/2）も作られたが、そちらが管弦楽版に忠実な編曲となっているのに対し、ピアノ独奏版は独自の音楽を展開している。
曲の元となったストーリーは以下のようなもの。
「ファウストとメフィストフェレスは、農民たちが踊り集う居酒屋に現れる。楽士からヴァイオリンを取り上げたメフィストは、憑かれたかのように弾き始め、農民たちを陶酔のなかに引き込む。ファウストは黒髪の踊り子を抱いて星の夜へと連れ出し、森の中に入ってゆく。開いた戸から、夜鳴き鶯の鳴き声が聞こえてくる。」
作品は作曲当時としては斬新な和声が使われており、冒頭の五度の積み重ねによる和音はその主たるものである。なお、リストはのちに2つの挿入部分を書き残しており、1982年に『新リスト全集』で初めて出版された。
このピアノ版は、弟子のカール・タウジヒに献呈されている。

### メフィスト・ワルツ第2番 S.515
第1番からおよそ20年を隔てた1878-81年に作曲、サン＝サーンスに献呈。ピアノ独奏版の他に4手版（S.600）、管弦楽版（S.111）の計3種の版がある。晩年のリストの作品は革新的な和声法による実験的な音楽が多くなっているが、メフィスト・ワルツ「第2番」以降はいずれもこのような作風により作曲されている。冒頭及び終結部に「悪魔の音階」として知られる三全音（トライトーン）が効果的に使用され、部分的には第1番以上に激しい表現がある。和声的にはブゾーニ、スクリャービン、バルトークの音楽に接近する。

### メフィスト・ワルツ第3番 S.216
1883年に作曲されたピアノ曲。ピアニストのマリー・ジャエルに献呈。斬新な和声法は更に押し進められており、C♯-E♯-A♯-D♯のアルペッジョによる異様な導入部から、四度和音を多用しつつ嬰ヘ長調、ニ短調、嬰ニ短調の間で彷徨うように進んでゆく。音楽はより苛烈で悪魔的なものとなっている。音楽学者のハンフリー・サールがこの曲をリストの最良の作品の一つに数えるほか、スクリャービンもこの作品を好んでいたとされる。

### メフィスト・ワルツ第4番 S.216b（第1版）、S.696（第2版）
1885年に作曲されたピアノ曲。同年に改訂されている。ただし第2版は作品自体は完全に演奏可能な形で残されていたが、中間部に挿入する意図があったと推定される3ページのスケッチが見つかっており、構想上未完とされる（1978年にレスリー・ハワードが補筆完成）。第1版が1953年、第2版は1956年になってようやく出版された。元々リストは「無調のバガテル」として知られる曲を「メフィスト・ワルツ第4番」とする予定であったが、最終的にその題はこの曲に与えられた。演奏時間は約3分と1番短い。

#### メフィスト・ワルツ第5番
ピアニストで作曲家であったグンナー・ヨハンセンは、S.696とS.216bを別個の作品と考えていた。同一のマテリアルによる再作曲と考えることは、文献学上は妥当である。この「4番」と「5番」の違いは、ヨハンセン本人の録音で聞くことができる。ハワードはこのような処理を行っていない。